# Torpacarus elegans
Torpacarus elegans är en kvalsterart som beskrevs av František Starý 1998. Torpacarus elegans ingår i släktet Torpacarus och familjen Lohmanniidae. Inga underarter finns listade i Catalogue of Life.